# JaJuan Johnson
Pour les articles homonymes, voir Johnson.
JaJuan Markeis Johnson, né le 8 février 1989 à Indianapolis, dans l'Indiana, est un joueur américain de basket-ball. Il évolue aux postes d'ailier fort et de pivot.

## Biographie
Johnson est drafté le 23 juin 2011 par les Nets du New Jersey puis envoyé aux Celtics de Boston avec le second choix de la draft 2014 contre MarShon Brooks. Bien qu'ayant très peu joué lors de sa première saison il est conservé dans l'effectif. Après une saison en D-League où il joue dans trois franchises (Mad Ants de Fort Wayne, Charge de Canton et Stampede de l'Idaho), il ne parvient pas à s'imposer en NBA et quitte les États-Unis.
Pour sa première saison à l'étranger, en Italie avec le Pistoia Basket 2000, il marque en moyenne 14,5 points, prend 6,6 rebonds pour une évaluation de 14,2. Il joue ensuite au Beşiktaş Istanbul où ses moyennes sont de 11,2 points et 5,7 rebonds pour une évaluation de 11,9. En EuroCoupe, il joue 16 matchs pour des moyennes de 14,1 points et 5,8 rebonds et une évaluation de 15,5. 
Le 31 juillet 2015, Johnson part à l'Octobre rouge Volgograd.
En juillet 2020, Johnson signe un contrat pour une saison avec le Bayern Munich.
En août 2021, il rejoint le Türk Telekomspor, club d'Ankara, pour une saison.
En juin 2022, Johnson s'engage pour une saison avec le Basket Club Maritime Gravelines Dunkerque Grand Littoral, club français de première division.

## Palmarès
- Champion de la Division Atlantique en 2012 avec les Celtics de Boston.
- Vainqueur de l'EuroCoupe en 2018 avec Darüşşafaka.
- Vainqueur de la coupe d'Allemagne en 2021 avec le Bayern Munich.